# Operace Betek
Operace Betek (hebrejsky: מבצע בתק, Mivca Betek) byla vojenská akce izraelské armády  provedená v červenci 1948 během první arabsko-izraelské války, krátce po vzniku státu Izrael. Byla součástí Operace Danny. Jejím výsledkem bylo ovládnutí výšiny Migdal Afek na východním okraji pobřežní planiny.

## Dobové souvislosti
Počátkem července 1948 skončilo první příměří. Izrael během něj posílil svou armádu, rozšířil výzbroj a munici a se skončením příměří přešel do mohutné ofenzívy, takzvané Bitvy deseti dnů. Operace Danny znamenala izraelský zábor měst Lod a Ramla a posun izraelského území až na okraj pobřežní nížiny. Operace Betek proběhla ve dnech 11.- 12. července 1948 a provedla ji Brigáda Alexandroni, která obsadila strategicky významnou výšinu Migdal Afek (s arabskou vesnicí Madždal Jaba) a nedalekou lokalitu Ras al-Ajn (dnes židovské město Roš ha-Ajin). Poblíž fungovaly velké kamenolomy s ekonomickým významem a nedaleko odtud se nacházely prameny řeky Jarkon významné z vodohospodářského hlediska. O ovládnutí lokality se Židé pokusili už 30. května, kdy se sem dostala skupina bojovníků Irgunu, ale následujícího dne se musela po ztrátě 12 mužů stáhnout. Během Operace Betek v červenci byli Izraelci lépe připraveni. Proti nim zde vystoupila irácká armáda, ale její opakované útoky nebyly úspěšné. Při akci nicméně padlo 36 Izraelců.